# Teresa Buonocore
Teresa Buonocore (Portici, 1959 – Napoli, 20 settembre 2010) è stata una donna italiana vittima della camorra e di femminicidio, medaglia d'oro al merito civile alla memoria.

## Biografia
Nacque a Portici nel 1959 e divenne segretaria presso un avvocato penalista di Napoli, poi impiegata in un'agenzia di viaggi e infine presso un centro di assistenza fiscale. Si era sposata una prima volta con Antonio Esposito, dal quale aveva avuto due figli, Enzo e Ciro, e poi una seconda volta, avendo due figlie.
Nel 2008 la figlia più giovane, all'età di otto anni, iniziò a frequentare una delle figlie di Enrico Perillo, vicino di casa. Presso l'abitazione di Perillo la bambina, insieme ad un'altra sua coetanea, fu vittima di abusi sessuali da parte di Perillo. Buonocore si costituì parte civile nel processo e testimoniò contro l'autore degli abusi, condannato in primo grado a 16 anni di reclusione da scontare agli arresti domiciliari, poi tradotto in carcere a Modena dopo un tentativo di evasione.
La mattina del 20 settembre 2010 a Napoli Buonocore fu affiancata da due assassini che a bordo di uno scooter esplosero quattro colpi di pistola calibro 9 a distanza ravvicinata contro di lei, che morì sul colpo. Il giorno successivo i poliziotti della Questura di Napoli fermarono i due presunti sicari, Alberto Amendola e Giuseppe Avolio, con l'accusa di omicidio. I due successivamente confessarono ed indicarono quale mandante dell'omicidio Enrico Perillo; durante le indagini fu scoperto inoltre un arsenale in un garage di proprietà di Perillo che comprendeva cinque pistole, due pistole mitragliatrici, 2632 cartucce di vario calibro, molte a palla blindata, perforanti ed a pallettoni, due giubbotti antiproiettile e diciotto caricatori. La Corte suprema di cassazione con la sentenza n° 846 del 12 gennaio 2015 confermò la condanna per i due sicari rispettivamente a 22 e 18 anni di reclusione mentre Perillo fu condannato all'ergastolo.
Il 2 giugno 2018 fu consegnata ai familiari la medaglia d'oro al merito civile alla memoria, conferita il 22 novembre 2017 dal Presidente della Repubblica Sergio Mattarella.

## Memoria
Teresa Buonocore è ricordata ogni anno il 21 marzo, nella giornata della memoria e dell'impegno dell'associazione Libera. Associazioni, nomi e numeri contro le mafie.
Nel 2010 le fu intitolato l'asilo nido di Salerno in via Martiri ungheresi.
Nel 2013 la sua storia è stata raccontata in due puntate nella trasmissione televisiva Rai Un giorno in pretura ed anche nel 2015 in un episodio della trasmissione Rai Amore criminale.
Il 20 settembre 2018 a Portici, città dove viveva, fu inaugurata una lapide in sua memoria nel cimitero cittadino ed una simile è presente sul luogo dell'attentato sotto il ponte dei Granili. A Roma le è stato dedicato un centro antiviolenza in zona Ottavia.
Nel 2023 le fu intitolato il centro antiviolenza di Melito di Napoli.